# Liga ACB 2021-22
La temporada 2021-22 de la Liga ACB fue la 39.ª temporada de la liga española de clubes de baloncesto de la era ACB. La temporada regular se comenzó a disputar del 18 de septiembre de 2021, y acabó el 19 de junio con el último partido de la final, en la que se proclamó campeón el Real Madrid.

## Equipos participantes

### Información de los equipos
| Equipo                  | Ciudad                     | Entrenador           | Pabellón                             | Aforo  | Proveedor | Patrocinador principal                     | Fundación |
| ----------------------- | -------------------------- | -------------------- | ------------------------------------ | ------ | --------- | ------------------------------------------ | --------- |
| BAXI Manresa            | Manresa                    | Pedro Martínez       | Pavelló Nou Congost                  | 5000   | Pentex    | Baxi                                       | 1931      |
| Casademont Zaragoza     | Zaragoza                   | Dragan Šakota        | Pabellón Príncipe Felipe             | 10 744 | Mercury   | Casademont                                 | 2002      |
| Club Joventut Badalona  | Badalona                   | Carles Durán         | Palacio Mun. De Deportes De Badalona | 8500   | Spalding  | Fundación Probitas                         | 1930      |
| Coosur Real Betis       | Sevilla                    | Luis Casimiro        | Palacio Municipal Deportes San Pablo | 7626   | Kappa     | Coosur                                     | 1987      |
| F.C. Barcelona          | Barcelona                  | Šarūnas Jasikevičius | Palau Blaugrana                      | 7585   | Nike      | Assistència Sanitària                      | 1926      |
| Herbalife Gran Canaria  | Las Palmas de Gran Canaria | Porfirio Fisac       | Gran Canaria Arena                   | 9875   | Spalding  | Herbalife Nutrition                        | 1963      |
| Hereda San Pablo Burgos | Burgos                     | Francisco Olmos      | Coliseum Burgos                      | 9454   | Givova    | San Pablo Inmobiliaria                     | 1994      |
| Lenovo Tenerife         | San Cristóbal de La Laguna | Txus Vidorreta       | Pabellón Insular Santiago Martín     | 5000   | Austral   | Lenovo                                     | 1939      |
| Monbus Obradoiro        | Santiago de Compostela     | Moncho Fernández     | Multiusos Fontes do Sar              | 5060   | Caneda    | Monbus                                     | 1970      |
| MoraBanc Andorra        | Andorra la Vieja           | Óscar Quintana       | M.I. Govern Andorra                  | 5000   | Hummel    | MoraBanc                                   | 1970      |
| Real Madrid             | Madrid                     | Pablo Laso           | WiZink Center                        | 13 109 | Adidas    | Palladium Hotel Group                      | 1931      |
| Río Breogán             | Lugo                       | Veljko Mršić         | Pazo dos Deportes                    | 6500   | Wibo      | Río de Galicia                             | 1966      |
| Saski Baskonia          | Vitoria                    | Neven Spahija        | Fernando Buesa Arena                 | 15 504 | Kelme     | Bitci                                      | 1959      |
| Surne Bilbao Basket     | Bilbao                     | Álex Mumbrú          | Bilbao Arena                         | 10 014 | Hummel    | Surne                                      | 2000      |
| Unicaja Málaga          | Málaga                     | Ibon Navarro         | Martín Carpena                       | 10 642 | Joma      | Unicaja Banco                              | 1977      |
| UCAM Murcia             | Murcia                     | Sito Alonso          | Palacio de los Deportes de Murcia    | 7454   | Hummel    | Universidad Católica San Antonio de Murcia | 1985      |
| Urbas Fuenlabrada       | Fuenlabrada                | Josep Maria Raventós | Polideportivo Fernando Martin        | 5700   | Pentex    | Urbas                                      | 1981      |
| Valencia Basket         | Valencia                   | Joan Peñarroya       | Pabellón Municipal Fuente San Luis   | 9000   | Luanvi    | Cultura del Esfuerzo                       | 1986      |

Notas

### Cambios de entrenadores
| Equipo                  | Entrenador       | Fecha de vacante        | Tipo de salida | Entrenador entrante | Fecha de nombramiento   |
| ----------------------- | ---------------- | ----------------------- | -------------- | ------------------- | ----------------------- |
| Hereda San Pablo Burgos | Žan Tabak        | 15 de noviembre de 2021 | Destitución    | Salva Maldonado     | 29 de noviembre de 2021 |
| Saski Baskonia          | Duško Ivanović   | 15 de noviembre de 2021 | Destitución    | Neven Spahija       | 15 de noviembre de 2021 |
| Coosur Real Betis       | Joan Plaza       | 22 de noviembre de 2021 | Dimisión       | Luis Casimiro       | 22 de noviembre de 2021 |
| Hereda San Pablo Burgos | Salva Maldonado  | 10 de enero de 2022     | Destitución    | Francisco Olmos     | 10 de enero de 2022     |
| Río Breogán             | Francisco Olmos  | 10 de enero de 2022     | Dimisión       | Veljko Mršić        | 20 de enero de 2022     |
| MoraBanc Andorra        | Ibon Navarro     | 23 de enero de 2022     | Destitución    | David Eudal         | 23 de enero de 2022     |
| Unicaja Málaga          | Fotis Katsikaris | 6 de febrero de 2022    | Destitución    | Ibon Navarro        | 10 de febrero de 2022   |
| MoraBanc Andorra        | David Eudal      | 18 de abril de 2022     | Dimisión       | Óscar Quintana      | 18 de abril de 2022     |

### Arbitraje
Los árbitros de cada partido fueron designados por una comisión creada para tal objetivo e integrada por representantes de la ACB y la FEB. En la temporada 2021/22, los 38 colegiados de la categoría serán los siguientes (se muestra entre paréntesis su antigüedad en la categoría):
| Nº | Árbitro                      | CCAA                 | Antigüedad | Internacional | Internacional desde |
| -- | ---------------------------- | -------------------- | ---------- | ------------- | ------------------- |
| 5  | Daniel Hierrezuelo Navas     | Andalucía            | 27         | Euroliga      | 2001                |
| 15 | Juan Carlos García González  | País Vasco           | 25         | Euroliga      | 2003                |
| 20 | Òscar Perea Lorente          | Cataluña             | 22         | —             |                     |
| 21 | Vicente Bultó Estébanez      | Castilla y León      | 30         | FIBA          | 2001                |
| 22 | Francisco Araña Santana      | Canarias             | 22         | FIBA          | 2007                |
| 27 | Antonio Conde Ruiz           | Andalucía            | 21         | FIBA          | 2004                |
| 31 | Carlos Peruga Embid          | Aragón               | 21         | Euroliga      | 2012                |
| 33 | Miguel Ángel Pérez Pérez     | Galicia              | 23         | Euroliga      | 2003                |
| 35 | Emilio Pérez Pizarro         | Castilla-La Mancha   | 22         | Euroliga      | 2003                |
| 43 | Benjamín Jiménez Trujillo    | Andalucía            | 18         | Euroliga      | 2011                |
| 44 | Carlos Cortés Rey            | Galicia              | 19         | Euroliga      | 2010                |
| 50 | Luis Miguel Castillo Larroca | Región de Murcia     | 15         | FIBA          | 2015                |
| 53 | Rubén Sánchez Mohedas        | País Vasco           | 13         | —             |                     |
| 54 | Fernando Calatrava Cuevas    | Comunidad Valenciana | 12         | FIBA          | 2003                |
| 55 | Jorge Martínez Fernández     | Castilla y León      | 12         | —             |                     |
| 57 | Sergio Manuel Rodríguez      | País Vasco           | 10         | FIBA          | 2019                |
| 59 | Juan de Dios Oyón Cauqui     | Cataluña             | 10         | —             |                     |
| 60 | Rafael Serrano Velázquez     | Comunidad de Madrid  | 9          | —             |                     |
| 61 | Jordi Aliaga Solé            | Cataluña             | 9          | Euroliga      | 2016                |
| 63 | Martín Caballero Madrid      | Comunidad de Madrid  | 8          | —             |                     |
| 64 | Raúl Zamorano Sánchez        | Comunidad de Madrid  | 7          | FIBA          | 2019                |
| 65 | Esperanza Mendoza Holgado    | Extremadura          | 5          | FIBA          | 2017                |
| 66 | Alfonso Olivares Iglesias    | Comunidad de Madrid  | 5          | —             |                     |
| 67 | Arnau Padrós Feliu           | Cataluña             | 5          | FIBA          | 2021                |
| 68 | Alberto Sánchez Sixto        | Andalucía            | 5          | FIBA          | 2019                |
| 69 | Javier Torres Sánchez        | Aragón               | 5          | FIBA          | 2019                |
| 70 | Alberto Baena Arroyo         | Cataluña             | 4          | FIBA          | 2021                |
| 71 | Iyán González Gálvez         | Asturias             | 4          | —             |                     |
| 72 | Carlos Merino Campos         | Comunidad de Madrid  | 4          | —             |                     |
| 73 | Yasmina Alcaraz Moreno       | Cataluña             | 3          | FIBA          | 2019                |
| 74 | Joaquín García González      | Andalucía            | 3          | FIBA          | 2021                |
| 75 | Roberto Lucas Martínez       | Aragón               | 3          | —             |                     |
| 76 | Vicente Martínez Silla       | Comunidad Valenciana | 3          | —             |                     |
| 77 | David Sánchez Benito         | Castilla y León      | 3          | —             |                     |
| 78 | Cristóbal Sánchez Cutillas   | Región de Murcia     | 3          | —             |                     |
| 79 | Fabio Fernández Esteban      | Comunidad de Madrid  | 2          | —             |                     |
| 80 | Andrés Fernández Carretero   | Cataluña             | 2          | —             |                     |
| 81 | Héctor Báez Batista          | Canarias             | 1          | —             | debutante           |

## Detalles de la competición liguera

### Clasificación de la liga regular
|                                                                            | Equipo                  | J  | G  | P  | %G   | PF    | PC    | DP   |
| -------------------------------------------------------------------------- | ----------------------- | -- | -- | -- | ---- | ----- | ----- | ---- |
| 1                                                                          | Barça                   | 34 | 27 | 7  | 79,4 | 2.833 | 2.539 | 294  |
| 2                                                                          | Real Madrid             | 34 | 25 | 9  | 73,5 | 2.840 | 2.580 | 260  |
| 3                                                                          | Valencia Basket Club    | 34 | 23 | 11 | 67,6 | 2.827 | 2.702 | 125  |
| 4                                                                          | Club Joventut Badalona  | 34 | 22 | 12 | 64,7 | 2.776 | 2.666 | 110  |
| 5                                                                          | Lenovo Tenerife         | 34 | 21 | 13 | 61,8 | 2.819 | 2.685 | 134  |
| 6                                                                          | Bitci Baskonia          | 34 | 20 | 14 | 58,8 | 2.777 | 2.675 | 102  |
| 7                                                                          | BAXI Manresa            | 34 | 20 | 14 | 58,8 | 2.995 | 2.905 | 90   |
| 8                                                                          | Herbalife Gran Canaria  | 34 | 17 | 17 | 50   | 2.750 | 2.798 | -48  |
| 9                                                                          | RETAbet Bilbao Basket   | 34 | 16 | 18 | 47,1 | 2.768 | 2.886 | -118 |
| 10                                                                         | UCAM Murcia CB          | 34 | 16 | 18 | 47,1 | 2.900 | 2.822 | 78   |
| 11                                                                         | Río Breogán             | 34 | 16 | 18 | 47,1 | 2.831 | 2.849 | -18  |
| 12                                                                         | Unicaja                 | 34 | 13 | 21 | 38,2 | 2.742 | 2.741 | 1    |
| 13                                                                         | Coosur Real Betis       | 34 | 13 | 21 | 38,2 | 2.674 | 2.883 | -209 |
| 14                                                                         | Urbas Fuenlabrada       | 34 | 12 | 22 | 35,3 | 2.807 | 2.938 | -131 |
| 15                                                                         | Monbus Obradoiro        | 34 | 12 | 22 | 35,3 | 2.792 | 2.930 | -138 |
| 16                                                                         | Casademont Zaragoza     | 34 | 12 | 22 | 35,3 | 2.570 | 2.783 | -213 |
| 17                                                                         | MoraBanc Andorra        | 34 | 11 | 23 | 32,4 | 2.665 | 2.813 | -148 |
| 18                                                                         | Hereda San Pablo Burgos | 34 | 10 | 24 | 29,4 | 2.632 | 2.803 | -171 |
| Fuente: ACB: Clasificación de la Liga Endesa ACB; actualización automática |                         |    |    |    |      |       |       |      |

### Tabla de resultados cruzados
| Local \ Visitante       | BAR   | BKN   | BAX    | CAZ    | BET    | GCA    | BUR    | CJB    | LNT    | MOB    | MBA    | RMB    | BRE    | SBB    | UCM    | UNI   | URF   | VBC   |
| ----------------------- | ----- | ----- | ------ | ------ | ------ | ------ | ------ | ------ | ------ | ------ | ------ | ------ | ------ | ------ | ------ | ----- | ----- | ----- |
| F.C. Barcelona          |       | 78–91 | 95–96  | 76–63  | 83–63  | 98–80  | 84–69  | 99–84  | 69–65  | 83–67  | 107–88 | 108–97 | 78–69  | 84–62  | 85–78  | 63–73 | 79–69 | 79–87 |
| Baskonia                | 77–96 |       | 107–85 | 91–59  | 93–72  | 70–86  | 80–69  | 81–89  | 65–71  | 91–70  | 83–77  | 65–83  | 89–84  | 101–86 | 93–83  | 92–89 | 95–86 | 71–78 |
| Baxi Manresa            | 80–94 | 74–67 |        | 94–73  | 96–102 | 91–72  | 93–68  | 95–91  | 95–93  | 104–84 | 94–60  | 87–92  | 86–75  | 87–79  | 103–93 | 85–74 | 99–89 | 69–89 |
| Casademont Zaragoza     | 76–71 | 97–79 | 98–91  |        | 82–72  | 76–86  | 54–75  | 63–77  | 62–77  | 80–73  | 80–83  | 65–86  | 79–75  | 80–82  | 91–78  | 93–82 | 74–85 | 70–76 |
| Coosur Real Betis       | 61–78 | 83–87 | 64–106 | 79–69  |        | 93–86  | 71–74  | 66–77  | 72–81  | 76–87  | 102–98 | 69–71  | 84–81  | 71–88  | 84–93  | 73–79 | 99–83 | 75–68 |
| Gran Canaria            | 64–82 | 83–77 | 80–82  | 79–76  | 94–70  |        | 82–89  | 84–71  | 89–77  | 71–69  | 84–78  | 83–91  | 84–86  | 88–86  | 83–100 | 76–59 | 79–60 | 89–83 |
| Hereda San Pablo Burgos | 69–83 | 62–78 | 82–90  | 78–56  | 76–84  | 77–86  |        | 92–76  | 73–81  | 77–82  | 81–70  | 70–85  | 62–87  | 104–97 | 84–102 | 89–74 | 66–83 | 65–69 |
| Joventut                | 83–72 | 72–61 | 105–61 | 84–78  | 84–82  | 82–75  | 82–65  |        | 58–74  | 78–84  | 73–79  | 71–90  | 96–87  | 85–79  | 83–77  | 76–70 | 92–75 | 76–68 |
| Lenovo Tenerife         | 60–75 | 78–91 | 94–83  | 90–65  | 99–97  | 98–89  | 91–78  | 72–79  |        | 86–83  | 79–70  | 72–59  | 96–78  | 89–79  | 87–71  | 87–82 | 87–74 | 78–80 |
| Monbus Obradoiro        | 64–79 | 81–76 | 98–91  | 87–82  | 86–93  | 106–97 | 101–94 | 93–91  | 81–84  |        | 81–73  | 88–89  | 100–83 | 91–96  | 70–104 | 71–85 | 93–81 | 85–89 |
| MoraBanc Andorra        | 74–86 | 78–79 | 79–82  | 83–92  | 76–93  | 87–71  | 73–71  | 91–72  | 75–77  | 86–73  |        | 58–86  | 79–86  | 82–72  | 90–89  | 83–74 | 92–84 | 75–76 |
| Real Madrid             | 75–85 | 72–80 | 75–86  | 94–69  | 71–48  | 70–75  | 70–63  | 99–89  | 86–77  | 78–68  | 83–88  |        | 90–65  | 95–61  | 90–69  | 79–74 | 92–77 | 93–94 |
| Río Breogán             | 72–74 | 89–83 | 98–94  | 82–85  | 97–65  | 76–66  | 105–96 | 87–90  | 92–73  | 80–78  | 83–74  | 71–79  |        | 86–94  | 94–89  | 93–84 | 97–89 | 99–82 |
| Surne Bilbao Basket     | 68–84 | 62–90 | 89–82  | 76–100 | 98–99  | 95–80  | 87–81  | 71–77  | 87–79  | 80–76  | 74–71  | 79–67  | 83–75  |        | 78–77  | 83–77 | 85–80 | 84–78 |
| UCAM Murcia             | 87–89 | 80–79 | 71–67  | 72–77  | 88–66  | 86–75  | 83–89  | 71–83  | 88–86  | 98–80  | 96–67  | 71–80  | 91–72  | 92–87  |        | 79–84 | 99–76 | 71–72 |
| Unicaja                 | 73–75 | 72–73 | 95–100 | 112–72 | 96–80  | 79–80  | 89–78  | 72–76  | 64–97  | 91–79  | 78–74  | 91–92  | 72–64  | 91–75  | 87–88  |       | 90–86 | 82–87 |
| Urbas Fuenlabrada       | 69–86 | 84–70 | 90–82  | 77–55  | 77–82  | 87–92  | 91–96  | 82–104 | 104–96 | 93–92  | 91–78  | 85–88  | 88–65  | 87–82  | 105–95 | 53–73 |       | 88–87 |
| Valencia Basket         | 86–76 | 67–72 | 90–85  | 81–79  | 81–84  | 91–62  | 84–70  | 71–70  | 92–88  | 91–71  | 81–76  | 79–93  | 97–98  | 100–84 | 86–91  | 90–75 | 97–79 |       |

### Playoffs por el título
|  | Cuartos de final | Cuartos de final | Cuartos de final | Cuartos de final | Cuartos de final |    |    | Semifinales | Semifinales | Semifinales | Semifinales | Semifinales | Semifinales | Semifinales |  |   | Final | Final | Final | Final | Final | Final | Final |  |
|  |                  |                  |                  |                  |                  |    |    |             |             |             |             |             |             |             |  |   |       |       |       |       |       |       |       |  |
|  |                  |                  |                  |                  |                  |    |    |             |             |             |             |             |             |             |  |   |       |       |       |       |       |       |       |  |
|  | 1                | Barça            | 93               | 88               | -                |    |    |             |             |             |             |             |             |             |  |   |       |       |       |       |       |       |       |  |
|  | 1                | Barça            | 93               | 88               | -                |    |    |             |             |             |             |             |             |             |  |   |       |       |       |       |       |       |       |  |
|  | 8                | Gran Canaria     | 82               | 86               | -                |    |    |             |             |             |             |             |             |             |  |   |       |       |       |       |       |       |       |  |
|  | 8                | Gran Canaria     | 82               | 86               | -                |    | 1  | Barça       | 89          | 81          | 83          | 63          |             |             |  |   |       |       |       |       |       |       |       |  |
|  |                  |                  |                  |                  |                  |    | 1  | Barça       | 89          | 81          | 83          | 63          |             |             |  |   |       |       |       |       |       |       |       |  |
|  |                  |                  | 4                | Joventut         | 72               | 87 | 77 | 60          |             |             |             |             |             |             |  |   |       |       |       |       |       |       |       |  |
|  | 4                | Joventut         | 4                | Joventut         | 72               | 87 | 77 | 60          | 100         | 76          | 81          |             |             |             |  |   |       |       |       |       |       |       |       |  |
|  | 4                | Joventut         |                  |                  |                  |    |    |             |             |             |             |             |             |             |  |   |       |       |       |       |       |       |       |  |
|  | 5                | Lenovo Tenerife  | 68               | 103              | 58               |    |    |             |             |             |             |             |             |             |  |   |       |       |       |       |       |       |       |  |
|  | 5                | Lenovo Tenerife  | 68               | 103              | 58               |    |    |             |             |             |             |             |             |             |  | 1 | Barça | 75    | 71    | 66    | 74    |       |       |  |
|  |                  |                  |                  |                  |                  |    |    |             |             |             |             |             |             |             |  | 1 | Barça | 75    | 71    | 66    | 74    |       |       |  |
|  |                  |                  | 2                | Real Madrid      | 88               | 69 | 81 | 81          |             |             |             |             |             |             |  |   |       |       |       |       |       |       |       |  |
|  | 2                | Real Madrid      | 2                | Real Madrid      | 88               | 69 | 81 | 81          | 93          | 83          | –           |             |             |             |  |   |       |       |       |       |       |       |       |  |
|  | 2                | Real Madrid      |                  |                  |                  |    |    |             |             |             |             |             |             |             |  |   |       |       |       |       |       |       |       |  |
|  | 7                | Baxi Manresa     | 76               | 74               | –                |    |    |             |             |             |             |             |             |             |  |   |       |       |       |       |       |       |       |  |
|  | 7                | Baxi Manresa     | 76               | 74               | –                |    | 2  | Real Madrid | 94          | 83          | 85          |             |             |             |  |   |       |       |       |       |       |       |       |  |
|  |                  |                  |                  |                  |                  |    | 2  | Real Madrid | 94          | 83          | 85          |             |             |             |  |   |       |       |       |       |       |       |       |  |
|  |                  |                  | 6                | Bitci Baskonia   | 84               | 71 | 77 |             |             |             |             |             |             |             |  |   |       |       |       |       |       |       |       |  |
|  | 3                | Valencia Basket  | 6                | Bitci Baskonia   | 84               | 71 | 77 | 79          | 89          | 59          |             |             |             |             |  |   |       |       |       |       |       |       |       |  |
|  | 3                | Valencia Basket  |                  |                  |                  |    |    |             |             |             |             |             |             |             |  |   |       |       |       |       |       |       |       |  |
|  | 6                | Bitci Baskonia   | 80               | 82               | 76               |    |    |             |             |             |             |             |             |             |  |   |       |       |       |       |       |       |       |  |
|  | 6                | Bitci Baskonia   | 80               | 82               | 76               |    |    |             |             |             |             |             |             |             |  |   |       |       |       |       |       |       |       |  |
|  |                  |                  |                  |                  |                  |    |    |             |             |             |             |             |             |             |  |   |       |       |       |       |       |       |       |  |

## Galardones

### Jugador de la jornada
(de acuerdo a la página oficial de la competición)
| Jornada | Jugador               | Equipo              | Val. |
| ------- | --------------------- | ------------------- | ---- |
| 1       | Džanan Musa           | Río Breogán         | 35   |
| 2       | Bruno Fitipaldo       | Lenovo Tenerife     | 36   |
| 2       | Nikola Mirotić        | F.C. Barcelona      | 36   |
| 3       | Nikola Mirotić (2)    | F.C. Barcelona      | 32   |
| 4       | Laurynas Birutis      | Monbus Obradoiro    | 30   |
| 5       | Rokas Giedraitis      | Baskonia            | 26   |
| 6       | Amine Noua            | MoraBanc Andorra    | 31   |
| 7       | Clevin Hannah         | MoraBanc Andorra    | 35   |
| 8       | Klemen Prepelič       | Valencia Basket     | 29   |
| 9       | Tadas Sedekerskis     | Bitci Baskonia      | 35   |
| 10      | Clevin Hannah (2)     | MoraBanc Andorra    | 30   |
| 10      | Ante Tomić            | Joventut            | 30   |
| 11      | Giorgi Shermadini     | Lenovo Tenerife     | 41   |
| 12      | Laurynas Birutis (2)  | Monbus Obradoiro    | 28   |
| 13      | Vitto Brown           | Coosur Real Betis   | 36   |
| 14      | Džanan Musa (2)       | Río Breogán         | 44   |
| 16      | Laurynas Birutis (3)  | Monbus Obradoiro    | 37   |
| 17      | Džanan Musa (3)       | Río Breogán         | 36   |
| 18      | Giorgi Shermadini (2) | Lenovo Tenerife     | 32   |
| 18      | Shannon Evans         | Coosur Real Betis   | 32   |
| 19      | Giorgi Shermadini (3) | Lenovo Tenerife     | 33   |
| 20      | Codi Miller-McIntyre  | MoraBanc Andorra    | 34   |
| 21      | Shannon Evans (2)     | Coosur Real Betis   | 31   |
| 22      | Džanan Musa (4)       | Río Breogán         | 47   |
| 23      | Marcelinho Huertas    | Lenovo Tenerife     | 38   |
| 24      | Giorgi Shermadini (4) | Lenovo Tenerife     | 36   |
| 25      | Kyle Alexander        | Urbas Fuenlabrada   | 37   |
| 26      | Matt Costello         | Bitci Baskonia      | 32   |
| 27      | Shannon Evans (3)     | Coosur Real Betis   | 30   |
| 28      | Ante Tomić (2)        | Joventut            | 33   |
| 29      | Joe Thomasson         | BAXI Manresa        | 35   |
| 30      | Wade Baldwin          | Bitci Baskonia      | 41   |
| 31      | Chima Moneke          | BAXI Manresa        | 43   |
| 32      | Ángel Delgado         | Surne Bilbao Basket | 44   |
| 33      | Shannon Evans (4)     | Coosur Real Betis   | 39   |
| 34      | Shannon Evans (5)     | Coosur Real Betis   | 37   |

### Jugador del mes
| Mes        | Jornadas | Jugador           | Equipo            | Val. | G–P | Ref    |
| ---------- | -------- | ----------------- | ----------------- | ---- | --- | ------ |
| Septiembre | 1–3      | Nikola Mirotić    | Barça             | 27.7 | 3–0 | [ 19 ] |
| Octubre    | 4–8      | Edy Tavares       | Real Madrid       | 20.2 | 4–1 | [ 20 ] |
| Noviembre  | 9–11     | Jayson Granger    | Bitci Baskonia    | 25   | 2–1 | [ 21 ] |
| Diciembre  | 12–15    | Džanan Musa       | Río Breogán       | 34   | 3–1 | [ 22 ] |
| Enero      | 16–17    | James Webb III    | UCAM Murcia       | 24.5 | 1–1 | [ 23 ] |
| Febrero    | 21–22    | Džanan Musa       | Río Breogán       | 30.5 | 1–1 | [ 24 ] |
| Marzo      | 23–26    | Giorgi Shermadini | Lenovo Tenerife   | 24.4 | 3–1 | [ 25 ] |
| Abril      | 27–30    | Giorgi Shermadini | Lenovo Tenerife   | 27.4 | 3–1 | [ 26 ] |
| Mayo       | 31–34    | Shannon Evans     | Coosur Real Betis | 37   | 3–0 | [ 27 ] |